# アレクサンドリアのドロテア
アレクサンドリアのドロテア (Saint Dorothea of Alexandria)（ - 320年頃） は4世紀の童貞殉教者。伝説において、ドロテアはマクシミヌスに求愛されたが、信仰と処女への誓いから要求に応えなかったため、320年頃に斬首され殉教したとされる。

## 歴史
エウセビオスは『教会史』において次のように記している。マクシミヌスは富と教育、そして処女性において著名であった貴族の少女に対して、狂気のような情欲を抱いた。少女が誘いを断ると、マクシミヌスは彼女を追放し、富と全ての資産を没収した。エウセビオスはこの少女の名前を記していないが、アクイレイアのルフィヌスは彼女の名前を「ドロテア」と記し、アラビアに逃れたとした。カエサル・バロニウスはエウセビオスが記したのはアレクサンドリアのカタリナのことであると特定したが、この説はボランディストらに否定された。16世紀頃になると、アレクサンドリアのドロテアは、同名でかつ有名なカエサリアのドロテアと混同されるようになった。混同の結果、しばしばこのドロテアの記憶日はカエサリアのドロテアと同じ2月6日とされる。このドロテアは『ローマ殉教史』に記されていない。